# 안양동초등학교 (전남)
안양동초등학교는 대한민국 전라남도 장흥군에 있었던 공립 초등학교이다.

## 학교 연혁
- 1934년 4월 23일: 안양공립보통학교 부설 안산간이학교 개교
- 1945년 8월 15일: 광복, 안양동국민학교로 승격
- 1962년 11월 17일: 학송분교장 설립
- 1965년 3월 5일 ~ 1991년 2월 28일: 학송분교장, 안양북초등학교
- 2022년 2월 28일: 폐교[1]

## 참고 자료
- 안양동초등학교 - 한국교육학술정보원 학교알리미